# John Ratzenberger

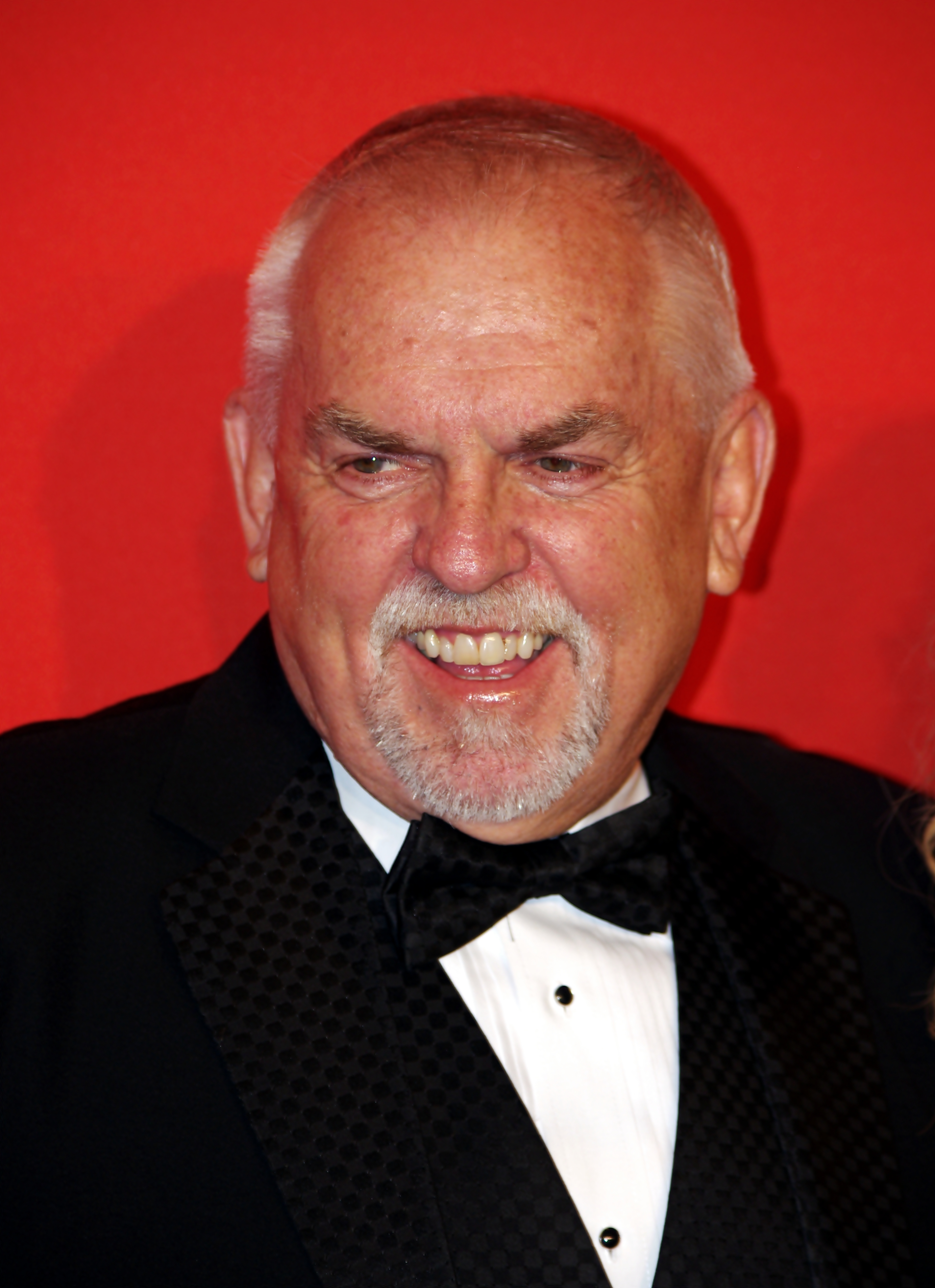
John Ratzenberger (2011)

John Dezso Ratzenberger (* 6. April 1947 in Bridgeport, Connecticut) ist ein US-amerikanischer Schauspieler und Synchronsprecher. Bekannt wurde er durch die Rolle des Besserwissers Clifford C. „Cliff“ Clavin, Jr. in der US-Fernsehserie Cheers.

## Leben
Geboren wurde Ratzenberger in Bridgeport, aufgewachsen ist er in Black Rock. Er besuchte die Sacred Heart University, wo er Englisch studierte, Karate lernte und als Bogenschieß-Lehrer arbeitete. In seiner Freizeit trat er einem Schauspiel-Club bei. Das erste Stück, in dem er auftrat, war Summer and Smoke. Er verfolgte die Schauspielerei dann weiter und ergatterte später Hauptrollen in West Side Story und Waiting for Godot.
Ratzenberger verließ die Schule nach vier Jahren und nahm einen Job auf einem Austernfänger-Boot an. Frühere College-Kameraden spürten ihn auf und boten ihm eine Hauptrolle in ihrer Produktion Luv (von Murray Schisgal) im Stowe Playhouse an. Er blieb am Playhouse, wo er in verschiedenen Ein-Mann-Stücken auftrat. Nachdem das Theater niedergebrannt war, ging er nach North Wolcott in Vermont, wo er einen Job als Schmied und Zimmermann annahm. Fast zwei Jahre ging er diesen Tätigkeiten nach, dann flog er nach England, wo er eigentlich nur einen dreiwöchigen Urlaub verbringen wollte, doch dann blieb er zehn Jahre dort.
In London gründete Ratzenberger eine Improvisations-Theater-Gruppe namens Sal’s Meat Market, für die er als Co-Autor arbeitete, Regie führte und auch selbst auftrat. Bis zu 15 verschiedene Rollen spielte er manchmal pro Stück. Irgendwann wurde der British Arts Council auf ihn aufmerksam, und Ratzenberger und ein Partner bekamen finanzielle Unterstützung, damit sie durch Clubs und Theater in ganz Europa touren konnten.
1976 hatte Ratzenberger an der Seite von Rita Moreno seine erste Rolle als Patron in einem Kinofilm, in The Ritz. Seitdem hat er in über 20 Filmen mitgespielt, überwiegend in Nebenrollen wie in Die Brücke von Arnheim, Yanks – Gestern waren wir noch Fremde, Superman, Superman II, Ragtime, Star Wars V – Das Imperium schlägt zurück, Outland – Planet der Verdammten, Der Kampfkoloß und Gandhi. In der DVD-Version von Das Imperium schlägt zurück| wurde die kurze Szene, in der er mitspielte, allerdings gestrichen.
In die Vereinigten Staaten kehrte Ratzenberger 1981 zurück. Ab da verlagerten sich seine Rollen mehr in Richtung Fernsehfilm und Fernsehserie. Im 2009 gedrehten Film What If … Ein himmlischer Plan spielte er einen Engel. Die bekanntesten Serien, in denen er mitspielte, waren Polizeirevier Hill Street, Code Red und Cheers. Bei vielen Filmen und Serien arbeitet er bis heute auch als Regisseur.
Seine Stimme lieh er diversen Figuren in den US-amerikanischen Ausgaben in allen Pixar-Animationsfilmen (bis auf Soul). In dem Disney-Spielfilm Dieser verflixte Kater (1997) war er auch zu sehen.
Ratzenberger lebt heute geschieden in Los Angeles. Er arbeitet als Produzent, Regisseur und Autor. Er besitzt eine eigene Produktionsfirma namens Fiddlers Bay Productions.

## Sonstiges

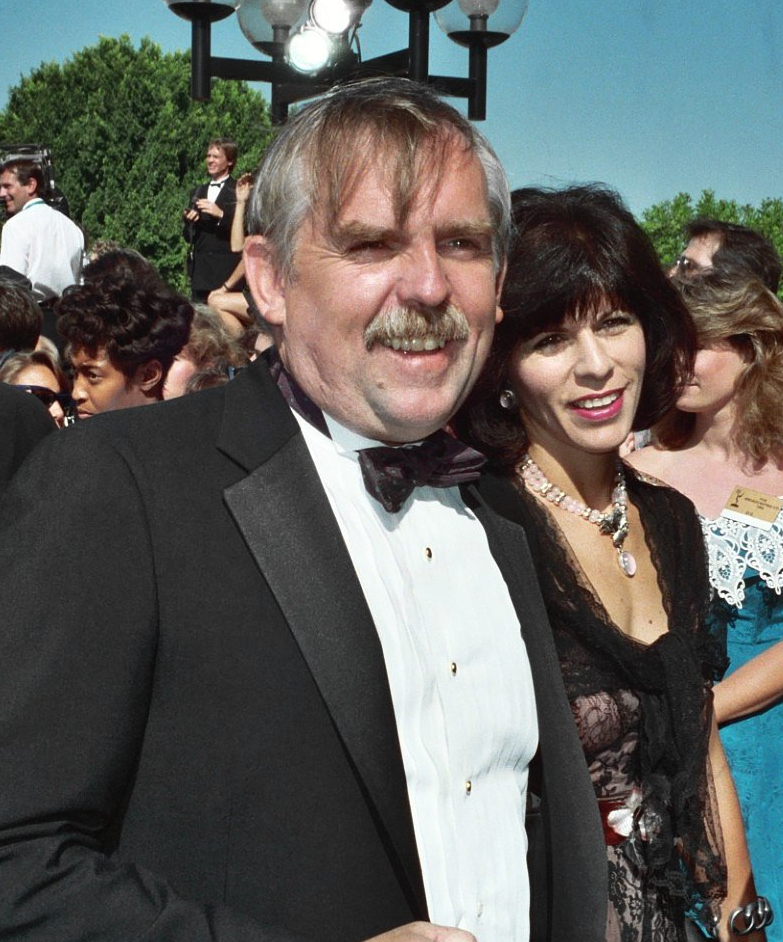
John Ratzenberger (1992)

- Ratzenberger ist neben George Wendt, seinem Partner aus Cheers sowie Richard Belzer und Paul Fusco einer von nur vier Darstellern, die dieselbe Figur – den ewig nervenden und besserwisserischen Dauergast des Cheers, Cliff Clavin – in sechs verschiedenen Fernsehserien spielten. Außer in der Originalserie spielte er diese Figur bei Gastauftritten
  - als Comicfigur und mit seiner Stimme in der Zeichentrickserie Die Simpsons, Folge: Fear of Flying, 1994
  - in Chefarzt Dr. Westphall (St. Elsewhere), Folge: Cheers, 1985
  - in The Tortellis, Folge: Frankie Comes to Dinner, 1987
  - in Überflieger (Wings), Folge: The Story of Joe, 1990
  - und dem Spin-Off von Cheers, Frasier, in der Folge Cheerful Goodbyes/Cheers zum Abschied, 2002.

In all diesen Serien spielte er an der Seite von George Wendt.
- Eines von Ratzenbergers Kindern leidet an Diabetes. Deshalb gründete er den Ratzenberger Diabetes Research Fund und wurde Vorsitzender von childrenwithdiabetes.com, einer Internetplattform, die Informationen über Diabetes bei Jugendlichen bietet. Aktionen zum Spendensammeln für die Forschung haben schon eine Summe von über 100 Millionen Dollar eingebracht.
- Ratzenberger engagiert sich zudem im Umweltschutz. Er gründete Eco-Pak Industries, eine Firma, die umweltfreundliches Verpackungsmaterial herstellt, das mittlerweile weltweit verkauft wird.
- Ratzenberger spielte/sprach in 11 der Top-250-Filme der Internet Movie Database mit.[1] Damit schlägt ihn diesbezüglich nur noch Bess Flowers, die selbst in 12 dieser 250 Filme mitspielte. Immerhin kann sich Ratzenberger mit zwei Filmen von Platz drei (Alfred Hitchcock und Gino Corrado) absetzen, diese beiden nahmen nämlich an 9 Top-250-Filmen teil (Stand: 21. Juli 2011).

## Filmografie (Auswahl)
- 1976: Der Mörder lauert in der Sauna (The Ritz)
- 1977: Die Brücke von Arnheim (A Bridge Too Far)
- 1978: Superman
- 1978: Tauchfahrt des Schreckens (Warlords of Atlantis)
- 1979: Das tödliche Dreieck (Hanover Street)
- 1979: Yanks – Gestern waren wir noch Fremde (Yanks)
- 1980: Hotel zur Hölle (Motel Hell)
- 1980: Superman II – Allein gegen alle (Superman 2)
- 1980: Das Imperium schlägt zurück (The Empire Strikes Back)
- 1981: Outland – Planet der Verdammten (Outland)
- 1981: Goliath – Sensation nach 40 Jahren (Goliath Awaits)
- 1981: Ragtime
- 1982: Der Kampfkoloß (Warlords of the 21st Century)
- 1982–1993: Cheers (Fernsehserie, 270 Episoden)
- 1984: Magnum (Fernsehserie, Folge 5x04)
- 1985: Chefarzt Dr. Westphall (St. Elsewhere, Fernsehserie, 1 Folge)
- 1987: The Tortellis (Fernsehserie, 1x03)
- 1987: House II – Das Unerwartete (House II: The Second Story)
- 1987: Die Zeitfalle (Timestalkers)
- 1990: Chaos in Camp Cucamonga (Camp Cucamonga)
- 1990: Überflieger (Wings, Fernsehserie, 1 Folge)
- 1994, 2014: Die Simpsons (The Simpsons, Fernsehserie, 2 Folgen, Stimme)
- 1997: Dieser verflixte Kater (That Darn Cat)
- 1997: One Night Stand
- 1997: Sabrina – Total Verhext! (Fernsehserie, Folge 2x12)
- 2001: Die wilden Siebziger (Fernsehserie, Folge 3x20)
- 2002: Frasier (Fernsehserie, Folge 9x21)
- 2006: Neue Liebe, Neues Glück
- 2010: What If … Ein himmlischer Plan (What If …)
- 2012: The Woodcarver
- 2012: Partysaurus Rex (Stimme)
- 2013: Bones – Die Knochenjägerin (Fernsehserie, Folge 9x02)
- 2013: CSI: Vegas (Fernsehserie, Folge 14x03)
- 2015: Arlo & Spot (The Good Dinosaur) – Stimme von Earl
- 2018: Die Unglaublichen 2 (Incredibles 2) – Stimme
- 2020: Onward: Keine halben Sachen (Onward, Stimme)
- 2022: Luck (Stimme)